# Eurybistus santubongensis
Eurybistus santubongensis är en insektsart som beskrevs av Bragg 200. Eurybistus santubongensis ingår i släktet Eurybistus och familjen Aschiphasmatidae. Inga underarter finns listade i Catalogue of Life.